# Liste der Biografien/Buca
Liste der Biografien |
Portal Biografien |
Personensuche
# |
A |
B |
C |
D |
E |
F |
G |
H |
I |
J |
K |
L |
M |
N |
O |
P |
Q |
R |
S |
T |
U |
V |
W |
X |
Y |
Z |
?
 
Ba |
Be |
Bd |
Bg |
Bh |
Bi |
Bj |
Bl |
Bm |
Bn |
Bo |
Br |
Bs |
Bu |
Bw |
By |
Bz
 
Bua |
Bub |
Buc |
Bud |
Bue |
Buf |
Bug |
Buh |
Bui |
Buj |
Buk |
Bul |
Bum |
Bun |
Buo |
Buq |
Bur |
Bus |
But–Buz
 
Buca |
Bucc |
Buce |
Buch |
Buci |
Buck |
Bucl |
Buco |
Bucq |
Bucr |
Bucs |
Bucu |
Bucy |
Bucz
Die Liste der Biografien führt alle Personen auf, die in der deutschsprachigen Wikipedia einen Artikel haben. Dieses ist eine Teilliste mit 20 Einträgen von Personen, deren Namen mit den Buchstaben „Buca“ beginnt.

## Buca
- Buca, Waldomir Pacheco (* 1959), brasilianischer Fußballspieler

### Bucai
- Bucaille, Ginette, französische Tennisspielerin
- Bucaille, Maurice (1920–1998), französischer Chirurg, Wissenschaftler, Gelehrter, Mitglied der französischen Gesellschaft der Ägyptologie

### Bucak
- Bucak, Sedat Edip (* 1960), türkischer Politiker

### Bucal
- Bucalossi, Procida (1832–1918), englischer Komponist

### Bucan
- Buçan, Ali (* 1964), türkischer Fußballspieler und Fußballtrainer
- Bucanus, Guillaume († 1603), französisch-schweizerischer evangelischer Geistlicher und Hochschullehrer

### Bucar
- Bučar, Franjo (1866–1946), kroatischer Schriftsteller und Sportfunktionär
- Bucar, Franz (1861–1926), slowenischer Opernsänger (Tenor)
- Bucar, Franz (1925–2014), österreichischer Beamter, Volksbildner, Familien- und Heimatforscher, Vereinsfunktionär, Kalligraf und Restaurator von Gemälden und bäuerlichen Volksgütern
- Bucar, Manuel, osttimoresischer Beamter
- Bucaram, Abdalá (* 1952), ecuadorianischer Rechtsanwalt und Politiker
- Bucaram, Assad (1916–1981), ecuadorianischer Politiker
- Bucard, Marcel (1895–1946), französischer Faschist
- Bucareli y Ursúa, Antonio María de (1717–1779), Gouverneur von Kuba und Vizekönig von Neuspanien

### Bucas
- Bučas, Algirdas (* 1939), litauischer Unternehmer und Finanzmanager
- Bučas, Bernardas (1903–1979), litauischer Bildhauer
- Bučas, Vytautas (* 1968), litauischer Unternehmer und Finanzmanager

### Bucat
- Bucatinsky, Dan (* 1965), US-amerikanischer Schauspieler

### Bucay
- Bucay, Jorge (* 1949), argentinischer Autor, Psychiater und GestalttherapeutJorge Bucay (* 1949)

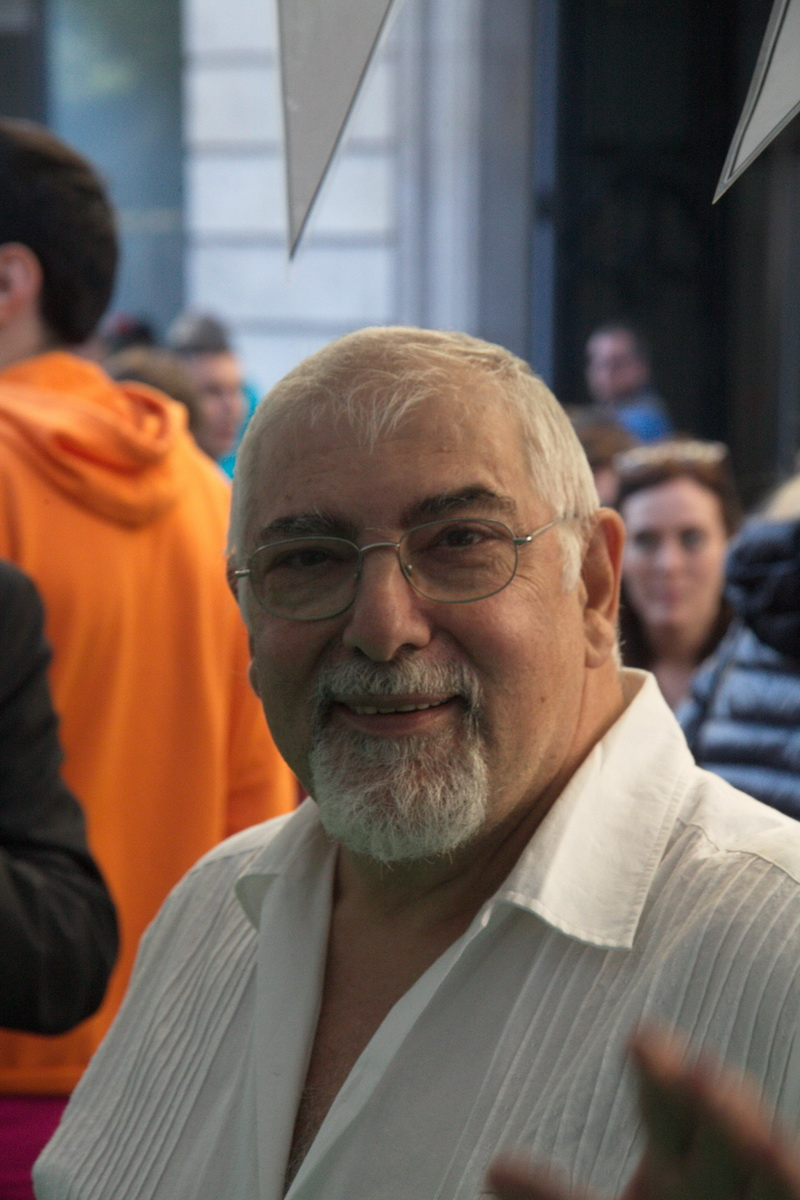
Jorge Bucay (* 1949)